# Chopine (chaussure)
Pour les articles homonymes, voir Chopine.

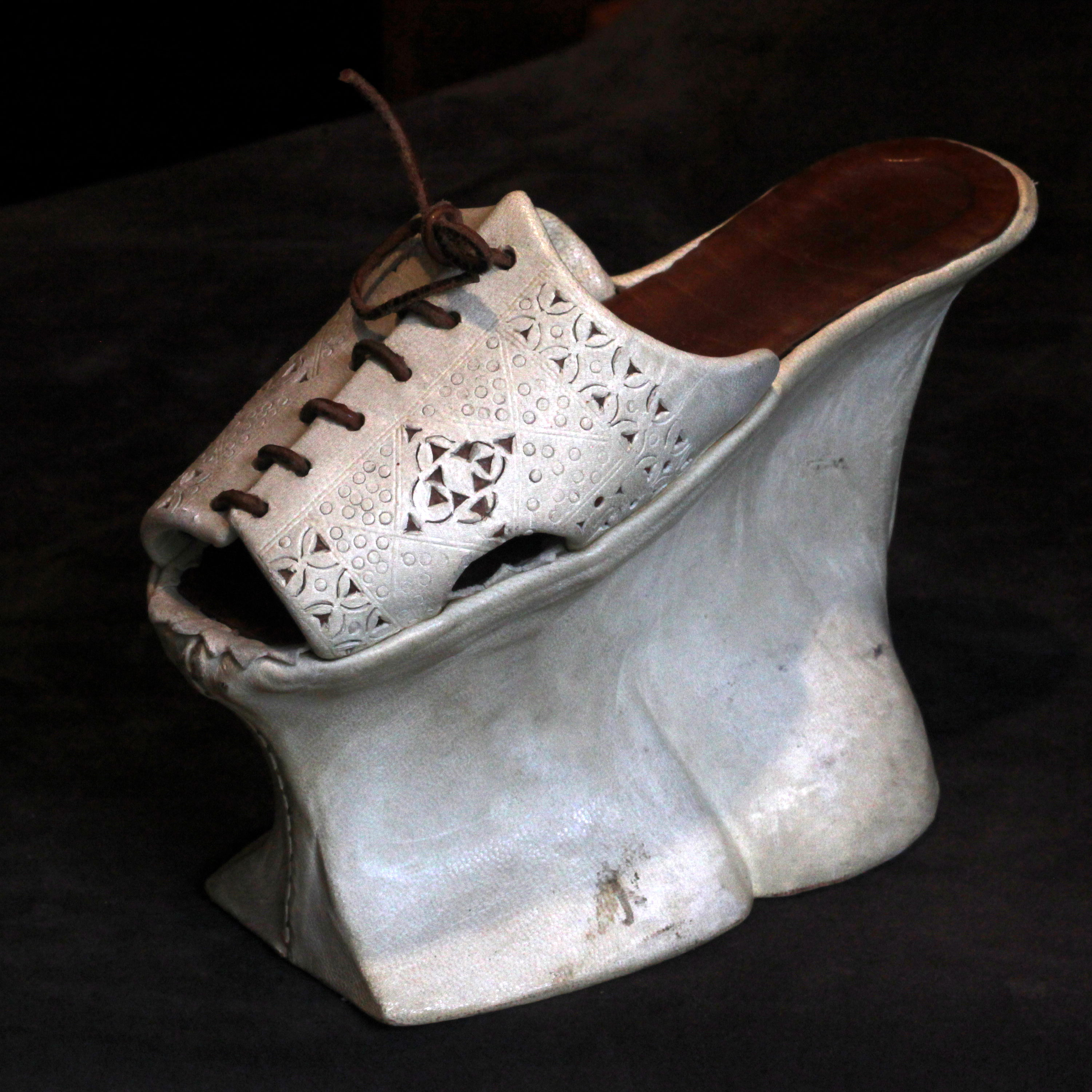
Reconstitution d'une chopine vénitienne du XVIe siècle. Exposée au Musée de la Chaussure à Lausanne.

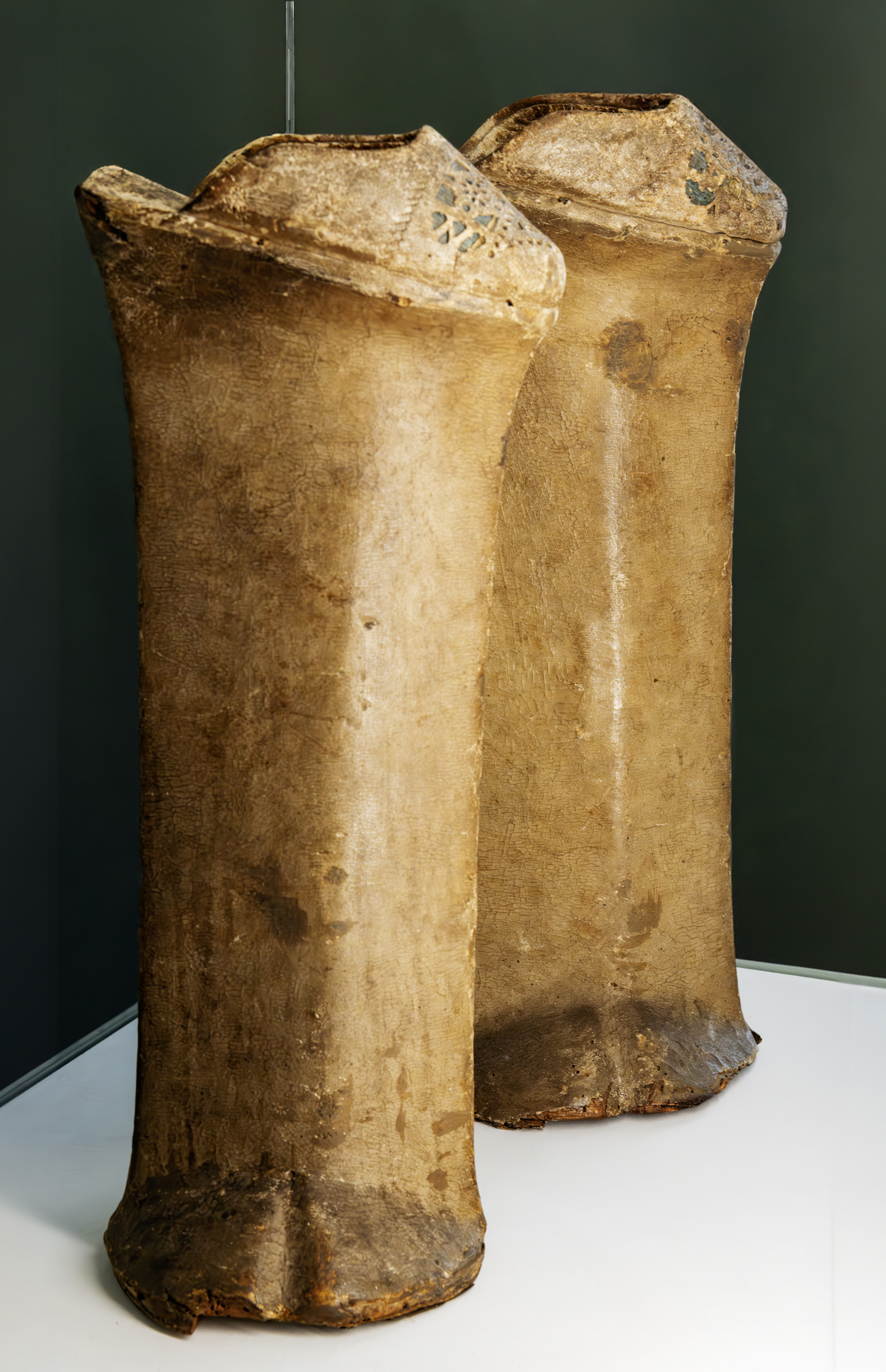
Calcagnetti (Chopines), XIVe Musée Correr Venise.

Une chopine est un type de chaussure à semelles compensées pour femme devenu populaire durant les XVe, XVIe et XVIIe siècles. Les chopines étaient originellement utilisées en tant que sabot dans le but de protéger les chaussures et habits de la boue et des débris.
Les chopines étaient particulièrement portées à Venise, en Italie, par les courtisanes et patriciennes aux environs de 1400-1700. En plus de son utilisation pratique, la taille de la chopine devient une référence symbolique culturelle et sociale pour les porteuses. Les hautes chopines permettent à une femme d'étendre littéralement et figurativement son statut. Durant la Renaissance, les chopines deviennent un article de mode et se fabriquent par la suite incroyablement plus grandes; certaines mesuraient aux environs de 50 centimètres (20 pouces) Shakespeare se moquait de l'extrême taille des chopines en utilisant le terme altitude.
Les chopines actuelles sont typiquement fabriquées à base de bois ou de liège et certaines de style espagnol sont fabriquées à base de métal. Les matériaux sont recouverts de cuir et de velours. D'après certaines études à ce genre de chaussures, les chopines causaient une démarche instable et peu élégante. Les femmes qui les portaient étaient généralement accompagnées par un domestique ou un gardien sur qui elles pouvaient s'équilibrer. D'autres maintiennent qu'avec de l'entraînement une femme pouvait marcher et danser avec grâce. Dans son manuel de danse intitulé Nobilità di dame (1600), le danseur italien Fabritio Caroso écrit qu'avec de l'entraînement, une femme portant des chopines pouvait se déplacer « avec grâce, sensualité, et beauté ». Les chopines étaient en général chaussées avec l'aide de deux domestiques.
Entre le XIIIe siècle et le XVIIe siècle, les chopines étaient également portées en Espagne. Leur popularité en Espagne était tellement grande qu'elles ont été implantées dans la culture espagnole. Les chopines espagnoles étaient souvent de formes beaucoup plus coniques et symétriques.